# Мирошники (Харьковская область)
Мирошники (укр. Мірошники) — село в Валковской городской общине Богодуховского района Харьковской области Украины.
Код КОАТУУ — 6321284510. Население по переписи 2001 г. составляет 6 (2/4 м/ж) человек.

## Географическое положение
Село Мирошники находится в начале балки Полевая, на расстоянии в 1 км от сёл Минковка и Манилы. Рядом с селом расположено урочище Кривой Лес (дуб).

## История
- 1823 — дата основания.

В 1946 г. Указом ПВС УССР хутор Прусовка переименован в Мирошники.